# Cantallops
Cantallops est une commune d'Espagne dans la communauté autonome de Catalogne, province de Gérone, de la comarque d'Alt Empordà

## Géographie
Cantallops est une commune située dans le massif des Albères, au nord de la Catalogne.

## Politique et administration

### Jumelages
- L'Albère, Pyrénées-Orientales,  France, depuis août 2017[1].

## Monuments et lieux touristiques
- L'église de Sant Esteve de Cantallops.